# Benjamin Joseph David
Benjamin David (Lausana, 7 de agosto de 1985) es un director de escena y artista suizo conocido por su trabajo en el campo de la ópera, así como por sus contribuciones experimetales de la recepción sensorial por parte de la audiencia.

## Formación
El interés de David por las ciencias lo llevó a obtener una maestría en Ciencias de la Vida en el Instituto Federal Suizo de Tecnología en Lausana. Más tarde completó sus estudios avanzados en Bioingeniería en una empresa emergente de la Charité de Berlín.

## Trayectoria
En 2015, David fundó el colectivo AGORA, que busca experimentar con nuevos modos de interacción de cantantes, músicos y actores con la propia audiencia. Con AGORA, ha dirigido varias producciones destacadas, incluyendo "Ulysse Exp. N°1" en Lausana (2015), "Catarsi" en la Ópera Estatal de Baviera (2017) y "La Liberazione" en la Ópera de Wuppertal (2018). Las contribuciones de David al mundo de la ópera van más allá de su trabajo con AGORA. Trabajó como director en la Ópera Estatal de Baviera de 2011 a 2014, donde colaboró con renombrados directores como Krzysztof Warlikowski, Calixto Bieito, Andreas Kriegenburg y La Fura dels Baus. También ha colaborado con los directores David Bösch y Olivier Py en teatros de ópera como el Theater an der Wien, Opera de Lyon, Opera Estatal de Baviera, Opera de Zagreb y Gran Teatro de Ginebra.

## Premios
David fue miembro de la Academia de Teatro Musical de la Deutsche Bank Foundation de 2014 a 2016. Además de su trabajo en el campo de la ópera, también ha participado en la dirección de producciones teatrales como "Nabucco" en Dresde.
En 2023 recibió el Premio Traetta, un galardón otorgado por la Sociedad Traetta, por su avanzada investigación conceptual en producciones teatrales, reinterpretando obras clásicas del patrimonio musical europeo en una luz contemporánea.